# 清水徳松
清水 徳松（しみず とくまつ、1923年（大正12年）3月20日 - 2013年（平成25年）5月14日）は、日本の政治家。衆議院議員。

## 経歴
秋田県で生まれる。1944年、早稲田大学政治経済部を卒業した。
1946年、人民新聞社に入社し、同年、日本社会党に入党。同党中央本部書記、同参議院事務局長、同国会対策委員会事務局長（両院事務局長）などを務めた。
1972年12月、第33回衆議院議員総選挙で埼玉県第二区から出馬して当選し、衆議院議員を一期務めた。
その他、日本社会党米軍基地返還跡地対策特別副委員長、同党埼玉県本部国民運動部長、同県本部常任顧問、日中国交回復埼玉県民会議副会長などを務めた。